# عمارت بهارستان
عمارت بهارستان، کاخ بهارستان یا دارالشورای ملی ایران نام ساختمانی تاریخی در مجموعه بهارستان تهران و مربوط به سده ۱۳ خورشیدی است. از این ساختمان برای برگزاری نشست‌های مجلس شورای ملی استفاده می‌شد. این ساختمان در سال‌های ۱۳۸۳ و ۱۳۸۴ بخشی از کتابخانه مجلس شورای اسلامی بود. این اثر با نام بنای مجلس شورای ملی و ساختمان‌های ملحق در تاریخ ۳ خرداد ۱۳۵۷ با شمارهٔ ثبت ۱۶۰۵ به‌عنوان یکی از آثار ملی ایران به ثبت رسیده است.

## باغ بهارستان
از آنجا که باغ بهارستان از مکان‌های تاریخی تهران است که عمارت‌های مهمی چون مسجد و مدرسهٔ سپهسالار، عمارت بهارستان، عمارت عزیزیه و ... در این باغ قرار دارد جا دارد که به‌طور مختصر توضیحاتی در خصوص این باغ داده شود. 
در دههٔ ۱۲۸۰ هجری قمری (۱۸۶۰ میلادی) باروی قدیم تهران معروف به باروی شاه تهماسبی تخریب و ساخت استحکامات و دروازه‌ها و برج و باروی جدید آغاز شد. به این باروی جدید، باروی ناصری می‌ گفتند و تهران نیز به دارالخلافهٔ ناصری مشهور شد و زمین و باغ بهارستان در حاشیهٔ شمال شرقی شهر قرار گرفت. این بارو در زمان رضاشاه به علت افزایش جمعیت و گسترش شهر تخریب شد و بهارستان کاملاً در محدودهٔ شهر قرار گرفت.
زمینی که مشهور به سپهسالار و بهارستان است در اوائل دورهٔ قاجاریه نام مشخصی نداشت و بخش غربی این محدوده معمولاً در دورهٔ فتحعلی شاه، «جلوخان باغ نگارستان» (میدان بهارستان کنونی) خوانده می‌شد.
در سال ۱۲۸۵ قمری یعنی ۳۸ سال قبل از انقلاب مشروطیت، میرزا حسین خان سپهسالار قزوینی - صدراعظم معروف ناصرالدین شاه- بخشی از زمین‌ها و باغ محمدحسن خان سردار ایروانی معروف به باغ سردار را که متعلق به ورثهٔ پاشاخان امین‌الملک بود، خرید و از آن پس به نام او، «باغ سپهسالار» خوانده شد. در خصوص وجه تسمیه این باغ به بهارستان، دو نظر وجود دارد. اول اینکه که سپهسالار اولادی نداشت و ناصرالدین شاه برای فراموش شدن نام و یاد سپهسالار، نام این باغ و عمارت را بهارستان گذاشت. نظر دوم این است که باغ و عمارت مذکور از همان زمان که به‌دست سپهسالار ساخته شد، هم‌وزن نگارستان به نام بهارستان خوانده شده‌است. مجموعهٔ بهارستان شامل مسجد، مدرسه، آب‌انبار، قنات، باغ و خانه است و علاوه بر اینکه با مجموعه‌های سنتی برابری می‌کند در برخی موارد شاهکار هنری و بی‌نظیر به‌شمار می‌آید.

## کاخ بهارستان (ساختمان مشروطه)

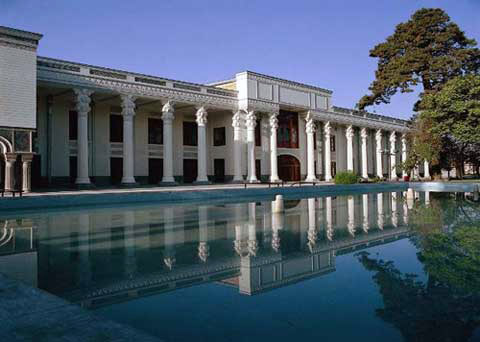
نمای پشت عمارت بهارستان

میرزا حسین‌خان سپهسالار قزوینی در سال ۱۲۸۹ قمری تصمیم به ساخت عمارت‌های بزرگ از جمله کاخ بهارستان در اراضی بهارستان گرفت. وی به فکر تغییر سیمای شهر تهران بود. مهم‌ترین این ساختمان‌ها، عمارت بهارستان یا کاخ بهارستان محل زندگی سپهسالار بود. این ساختمان را امروزه به عنوان ساختمان مشروطه یا مجلس شورای ملی می‌شناسیم. بخشی از این ساختمان به موزهٔ مجلس شورای اسلامی و بخشی دیگر به امور تشریفاتی و بخشی دیگر برای برگزاری همایش‌های مختلف اختصاص دارد.
مجموعهٔ زمین‌هایی که در نهایت سپهسالار برای ساخت مجموعهٔ عمارت مورد نظر خویش در نظر گرفته بود وسعتی در حدود ۵۳ هزار متر مربع یعنی بیش از ۵ هکتار را شامل می‌شد. سپهسالار برای طراحی و ساخت این عمارت و دیگر عمارت‌های باغ بهارستان از مهم‌ترین مهندسان و معماران آن زمان استاد حسن معمار و میرزا مهدی‌خان ممتحن‌الدوله شقاقی بهره جست. به احتمال خیلی زیاد در سال ۱۲۹۵ قمری ساخت کاخ بهارستان به اتمام رسید.
عمارت اعیانی سپهسالار در جهت شرقی ـ غربی، در امتداد سردر، طرح تکامل یافتهٔ کاخ‌سازی قاجاری را با آمیختگی پنهان هُنری مغرب‌زمین یادآور می‌شد. به گونه‌ای که شیوهٔ هنری مغرب زمین تحت تأثیر سلیقهٔ معماران ایرانی در این بنا، با طرح ایرانی در آمیخت و حتی مغلوب آن شد.
این عمارت ۳ بار دچار خشم آذر شد و در آتش سوخت و یک بار هم هدف توپ جنگی قرار گرفت:
- ۲۳ آذر ۱۲۶۱(آتش‌سوزی)
- ۲ تیر ۱۲۸۷(تخریب با توپ جنگی)
- ۱۸ آذر ۱۳۱۰(آتش‌سوزی)
- ۱۵ آذر ۱۳۷۳(آتش‌سوزی)

پس از درگذشت سپهسالار، ناصرالدین شاه آن را بی‌هیچ گونه تشریفات قانونی و شرعی، تصرف و آن باغ و عمارت (ساختمان مشروطهٔ کنونی) را ملکِ خالصهٔ (دولتی) خود کرد و در بخشی از عمارت نیز تا سال ۱۳۰۹ ق. قمرالسلطنه همسر سپهسالار (دختر فتحعلی شاه و عمهٔ ناصرالدین شاه) در خانه و باغ بهارستان زندگی و در آنجا مراسم تعزیه‌خوانی زنانه برگزار می‌کرد. از این زمان بود که این باغ و عمارت جنبهٔ دولتی پیدا کرد و در آنجا مراسم دولتی و مراسم پذیرایی از مهمانان داخلی و خارجی برگزار می‌شد.
از زمان پیروزی انقلاب مشروطه، کاخ بهارستان برای مجلس در نظر گرفته شد. طی حکم میرزا نصرالله‌خان مشیرالدوله ـ صدراعظم ـ به محقق السلطنه (محقق الدوله) ـ رئیس بیوتات دولتی ـ مورخ ۲۵ جمادی‌الثانی ۱۳۲۴(۲۳ مرداد ۱۲۸۵)، مقرر می‌گردد که عمارت بزرگ باغ بهارستان (ساختمان مشروطه) در روز جمعه برای مجلس مهیا باشد. اما به علت دوری از مرکز شهر و عدم دسترسی عموم مردم به آن و بدون رضایت و اجازهٔ ورثهٔ سپهسالار نمی‌توان مجلس را در عمارت بهارستان تشکیل داد.
به‌خاطر همین موقتاً در مدرسهٔ نظامیه (اتاق نظام) برای برقراری جلسات مجلس انتخاب شد. در طی دوره‌ای که نظامنامهٔ انتخاباتی در حال تدوین بود و انتخابات بر اساس آن انجام می‌گرفت، صحبت‌ها و نامه‌نگاری‌ها برای تعیین عمارت بهارستان به عنوان ساختمان آیندهٔ مجلس شورای ملی نیز ادامه داشت.
در ۲۷ شعبان ۱۳۲۴(۲۲ مهر ۱۲۸۵) نامه‌هایی از مجلس به مشیرالدوله ارسال شد که اعضای مجلس اظهار کرده بودند که عمارت مدرسهٔ نظام برای برگزاری مجلس مناسب نیست و «کلاً بالاتفاق عمارت بهارستان را که به هیچ وجه امروزه محل حاجت دولت نیست، از برای مجلس شورای ملی می‌خواهند...»
با توجه به مخالفت‌های پیشین رهبران انقلاب، اکنون به تحقیق مسلم شده بود که ساختمان دیگری نمی‌توان در نقش بهارستان را برای مجلس ایفا کند. از این رو صدر اعظم پس از تبادل نظر با شاه در ۲۹ شعبان ۱۳۲۴(۲۴ مهر ۱۲۸۵) به نمایندگان اعلام کرد که فعلاً عمارت بهارستان برای جلسات مجلس شورای ملی در نظر گرفته شود. در همان روز بنا به دستور مظفرالدین شاه، مشیرالدوله نیز اجازه داد که مجلس در بهارستان برگزار شود و مسئلهٔ خرید ملک برای مجلس و وقف شرعی آن به آینده موکول شد.

## سر در مجلس شورای ملی

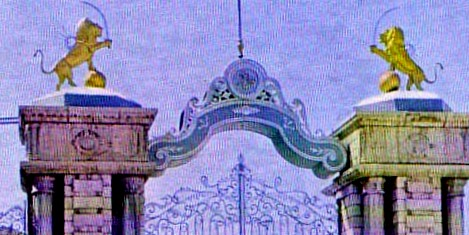
تندیسهای شیر و خورشید به همراه لوح عدل مظفر در سر در مجلس شورای ملی در دهه پنجاه خورشیدی

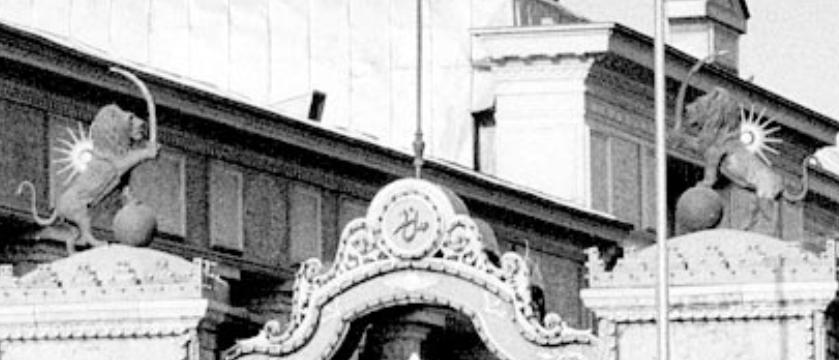
نشان شیر و خورشید به همراه لوح عدل مظفر در سر در مجلس شورای ملی در اوایل دوران پهلوی

پس از استقرار و آغاز به کار مجلس شورای ملی و هم‌زمان با انتقال ساختمان مجلس به عمارت بهارستان، دو تندیس برنزی «شیر و خورشید» به همراه لوح فلزی عدل مظفر بر روی سر در مجلس نصب شد و به عنوان یکی از نمادهای پارلمان ایران در آمد.
لوح عدل مظفر در تاریخ در ۲۳ شوال ۱۳۲۴ (برابر با ۱۸ آذر ۱۲۸۵) بر سر در مجلسی با نام دارالشورای ملی ایران بر جای خود نهاده شد. براساس اسناد موجود این لوحه فلزی را سید عبدالرزاق از شهدای مشروطه با خط محمدرضا کلهر ساخت. این لوح در درگیری‌های پس از مشروطه و جریان به توپ بستن مجلس آسیبی ندید و به تدریج مهم‌ترین عامل مشخصهٔ مجلس شناخته شد. در دوره پهلوی اول به دلیل تضادی که رضاخان با قاجاریه داشت، عدل مظفر را از سر در مجلس به زیر آوردند. اما در ۱۹ آبان ۱۳۲۰ به جای نخست خود بازگشت، تا شاهد زنده حوادثی باشد که تا سال ۱۳۵۷ بر مجلس رفت.
پس از انقلاب ۱۳۵۷ لوح مظفر را همراه دو شیر از سر در مجلس پایین آورده شد و پشت مجلس رها شد. در هنگام یک آتش‌سوزی در ساختمان قدیمی مجلس شورای ملی این دو تندیس شیر و خورشید موقتاً به پایین منتقل شدند، با این حال پس از بازسازی و مرمت ساختمان، بار دیگر بر روی سر در بازنگشتند. عبدالحسین حایری نخستین رئیس کتابخانه پس از انقلاب دربارهٔ پیدا شدن این پلاک گفت:
اوایل سال ۱۳۵۸ خبردار شدیم مجسمه شیرها به همراه این پلاک پشت ساختمان مجلس رها شده‌اند. عدل مظفر شکسته شده بود. من و همکارانم تکه‌های آن را جمع‌آوری کردیم و آن‌ها را به مخزن کتابخانه مجلس انتقال دادیم.
پس از راه‌اندازی موزه مجلس این پلاک به عنوان یکی از یادگارهای مشروطه بازسازی شد و تکه‌های آن پس از ترمیم در یک قاب کنار هم جای گرفتند.

## نگارخانه

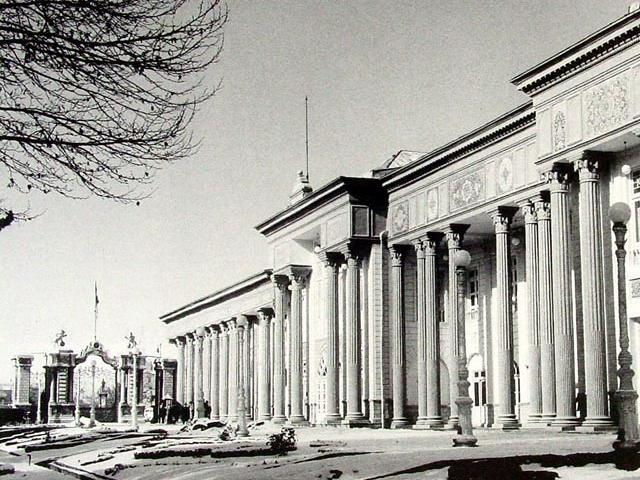
نمای روبرویی عمارت بهارستان
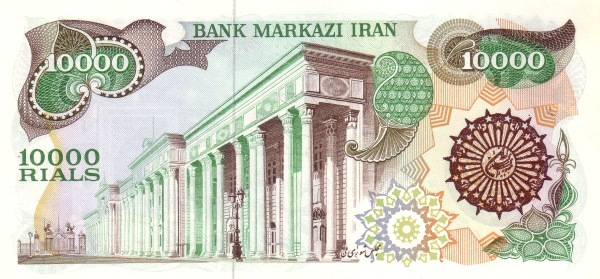
عمارت بهارستان روی اسکناس ده هزار ریالی در سال ۱۳۶۰
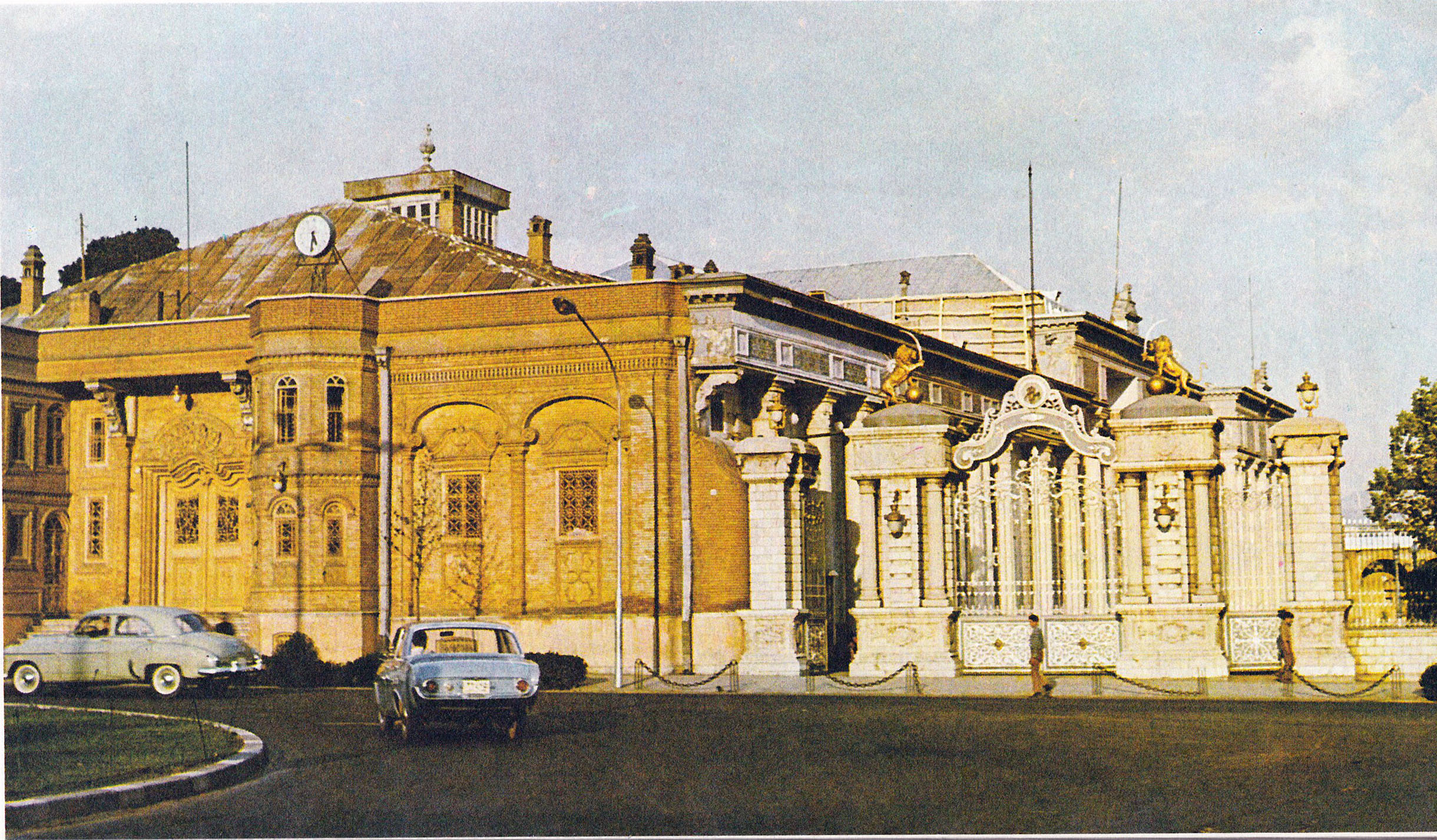
سردر مجلس و نمای بیرونی عمارت بهارستان
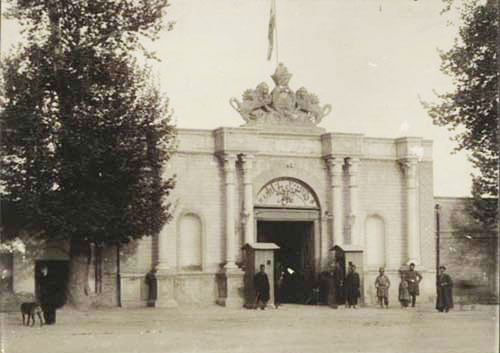
نمایی از نخستین سردر عمارت بهارستان
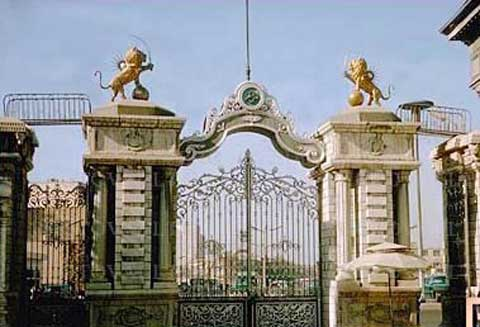
نشان شیر و خورشید و لوح عدل مظفر در سردر مجلس شورای ملی
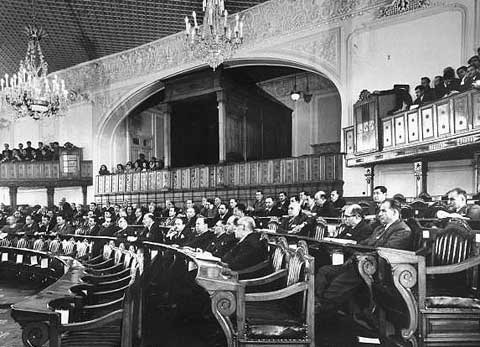
جایگاه نمایندگان مجلس شورای ملی
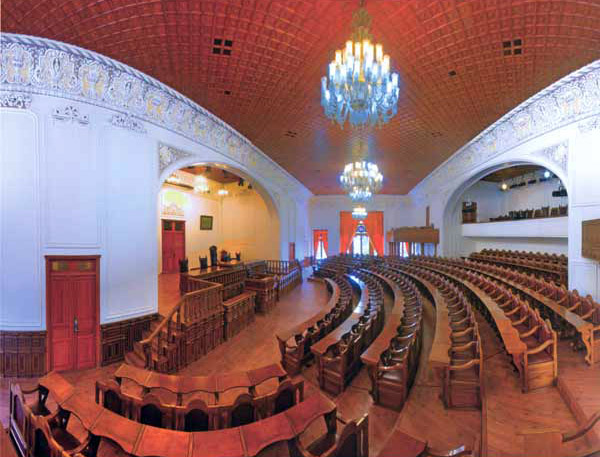
نمای داخلی صحن مجلس
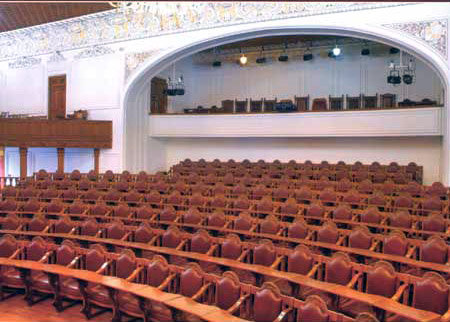
نمای داخلی صحن مجلس
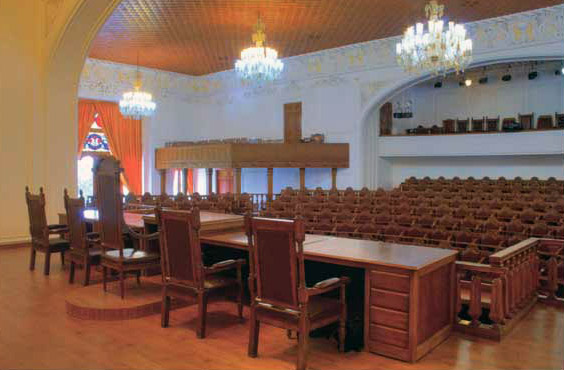
نمای داخلی صحن مجلس
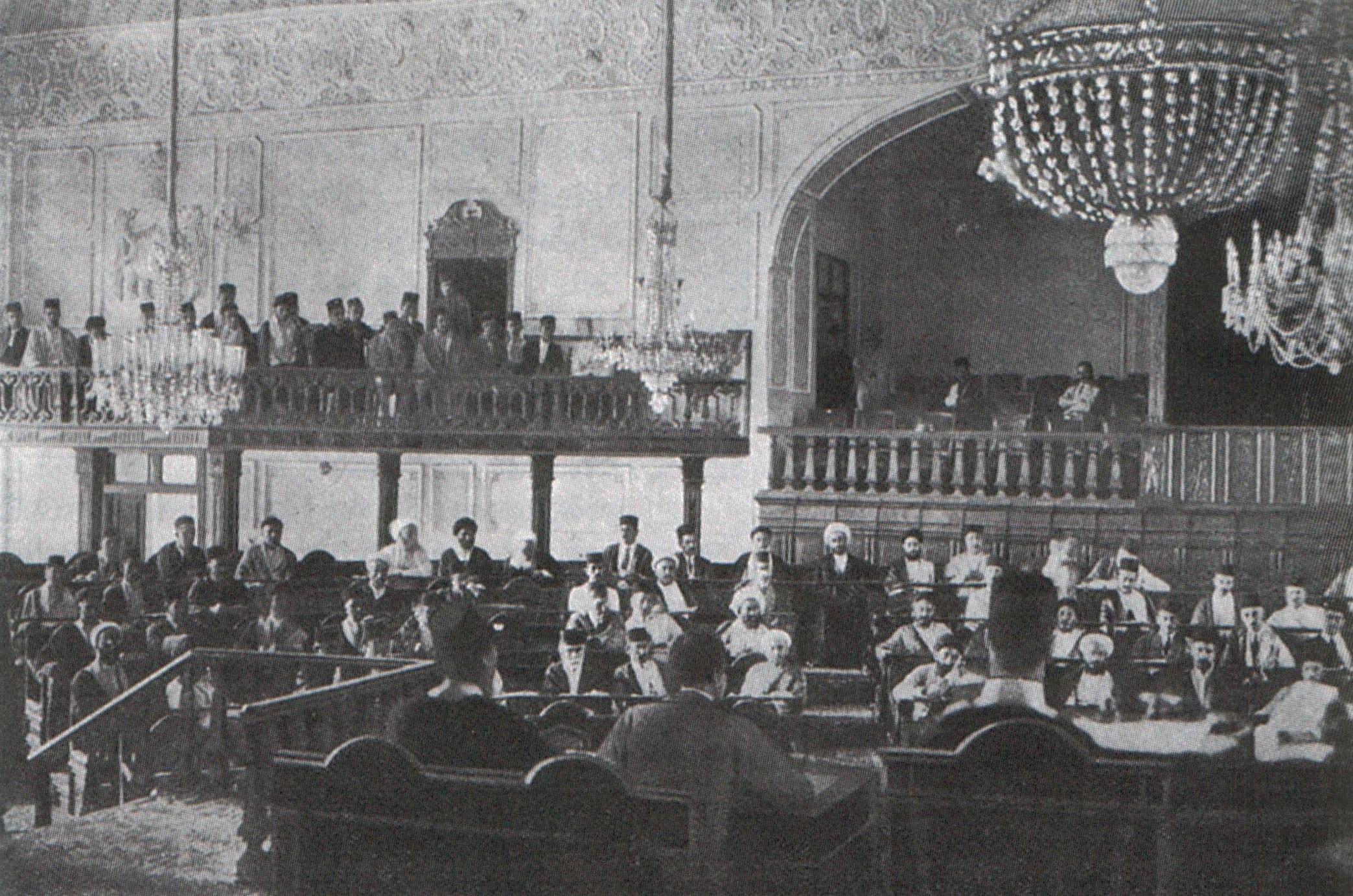
صحن مجلس در دوره‌های نخست